# Karl Hansen Reistrup
Frederik Karl Kristian Hansen Reistrup (22. april 1863 i Valby – 18. marts 1929 i København) var en dansk maler, illustrator, billedhugger og keramiker. Han var far til arkitekten Urban Hansen-Reistrup.
Karl Hansen Reistrup var kunstnerisk leder hos Kähler i tæt samarbejde med Herman Kähler fra 1888 til begyndelsen af 1900-årene.
Han opførte i 1897 sit eget hus på Reistrupvej 9 i Næstved. Reistrup er kendt for de mange løver i beton, der er placeret flere steder i Næstved.
Reistrup er begravet på Næstved Gamle Kirkegård.

## Værker

### Malerier
- Rytterfægtningen ved Vorbasse (1892)
- Niels Ebbesen undsiger grev Gert (1907, Nordjyllands Kunstmuseum)
- Paraden ved Gardens 250 års jubilæum (1908)
- Vindfælle i Kohaven (udstillet 1919)
- Affæren ved Høien Kro (1919, skitse i Næstved Museum)
- Løse heste på Enø (1927, Nykøbing Falster Rådhus).

### Skulpturer
- Ægtepar fra Berberiet (udstillet 1889, tidl. København Zoo, nu forsvundet)
- Hest (1912, opstillet 1956 Bygholm Landbrugsskole, Horsens).

### Udsmykninger
- Ud- og indvendig udsmykning, Aarhus Teater (keramik, mal., stuk, glasmosaik, 1900, s.m. Hack Kampmann);
- Indvendig udsmykning, Viborg Teater (mal., stuk, glasmosaik, 1909, s.m. Søren Vig-Nielsen);
- Marselisborg Slot (relief, mal., stuk, 1902).
- Gravrelief, Østre Kirkegård (1923)
- Kunstnerisk bearbejdning af bygningsdetaljer, Odder Centralhotel (1908)

### Skulpturelle udsmykninger
- Dyrefriser på de to indgangspavilloner til Zoologisk Have, Roskildevej 38 (1881, nedrevet 1996)
- Hjorterelief, bagindgang, Københavns Rådhus (opsat 1897)
- Løver, Århus Ting- og Arresthus (bronze, ca. 1903-06)
- Dyrehoveder, Hack Kampmanns tilbygning til Glyptoteket (1906)

### Malede udsmykninger
- I Statsbiblioteket, nu Erhvervsarkivet, Århus (1902)
- I posthuset, Kannikegade, smst. (1904)
- 7 fresker i Frimurerlogen, smst. (1908-28)

### Keramiske udsmykninger
- Byvåbener til brandstation ved Københavns Rådhus
- 25 byvåbener (1890-91, Landsarkivet, Viborg)
- Ægir og hans døtre (udst. 1893, Københavns Rådhus, efter Lorenz Frølich)
- Dyrene går ud af Arken (1894)
- Påfuglefrisen (1897, Nationalmuseum, Stockholm)
- Ørnefrisen (udst. 1900, Musée national de Céramique-Sèvres)
- Kragefrisen (1901, Københavns Rådhus)
- Mågefrisen (1901, smst.)
- Glyptotekets Tilblivelse (1906, Glyptotekets gård)

### Keramik
- Bemalet porcelænsovn (udst. 1888, Næstved Museum)
- Forårsvasen (udst. 1888, smst.); Ægirs gilde (relief, 1893, smst.)
- Thor og Midgaardsormen (omkring 1893, smst.)
- Uglevasen (1897, Aarhus Museum)
- Talrige vaser, skåle og krukker med dyrehoveder (fra 1888, Næstved Museum, Aarhus Kunstmuseum)

### Bogillustrationer
- Hans Kaarsberg: Stort Vildt, 1901
- B.S. Ingemanns romaner, udg. af forlaget Danmark, 1913
- Børnebøger udg. af Chr. Erichsen og i adskillige populære bøger og periodika
- Exlibris og raderinger, bl.a. af dyr til Max Kleinsorgs Forlag.